# Kissey Asplund
Kissey Asplund (ur. 1982 w Malmö) – szwedzka wokalistka.
W 2008 roku przy pomocy producentów z Papa Jazz Crew wydała swój debiutancki album Plethora. Obecnie pracuje nad kolejnym projektem. Na swoim koncie ma wiele kolaboracji z innymi artystami, m.in. z Kidkanevil, Rustie, Flyphonic, Replife i wieloma innymi.

## Dyskografia

### Albumy
- Plethora (2008)

### Single
- Fuss 'n' Fight (2008)
- With You (2008)
- Move Me (2008)
- Silverlake (2008)